# Emma Bonn

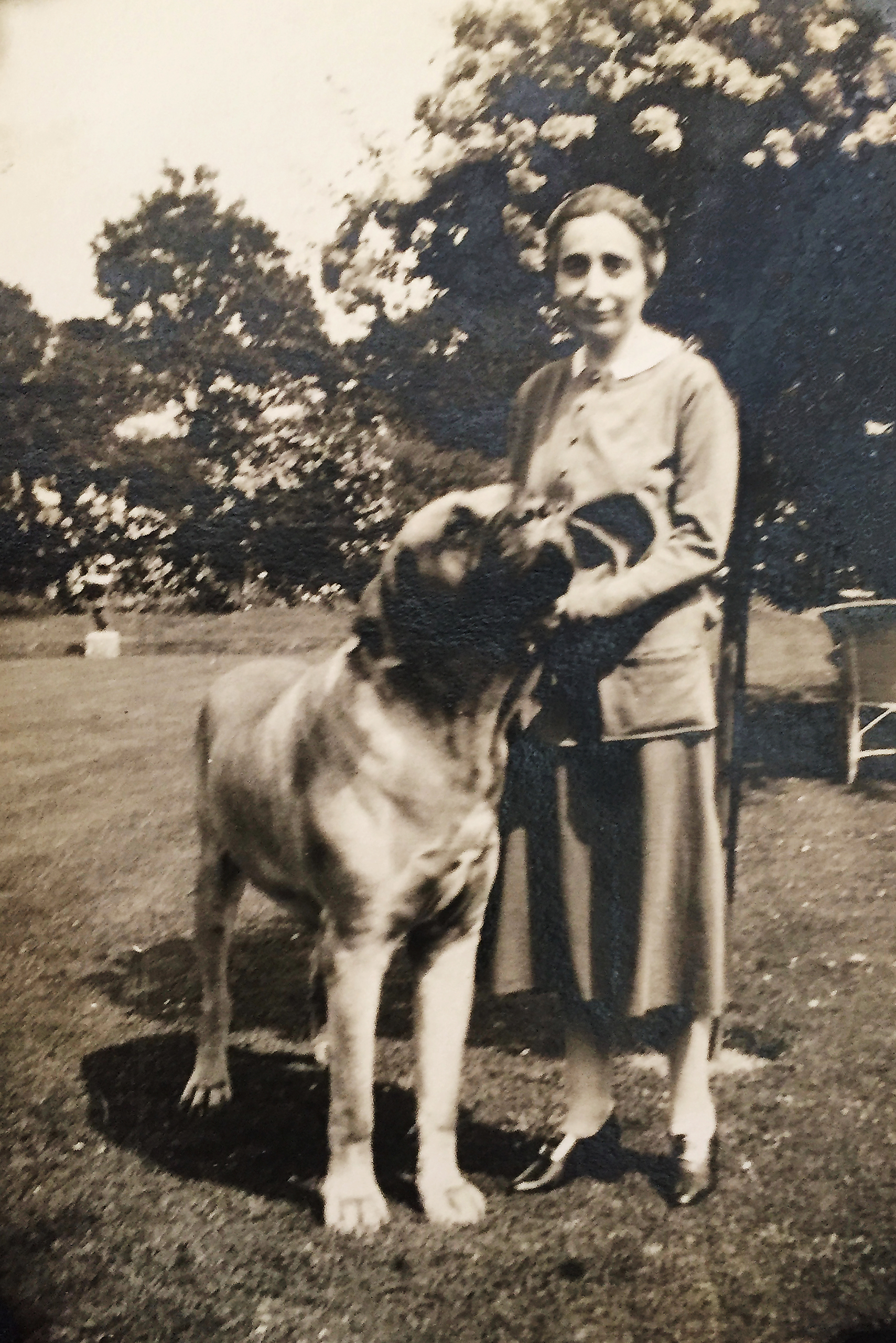
Emma Bonn in Feldafing (Foto von vor 1940)

Emma Betty Charlotte Bonn (geboren 5. Februar 1879 in New York City; gestorben am 24. Juni 1942 im Ghetto Theresienstadt) war eine deutsche Schriftstellerin. 1919 erschien Die Verirrten. Zwei Novellen, mit einem Vorwort von Bruno Frank. Weitere Novellen kamen 1923 unter dem Titel Das blinde Geschlecht heraus. 1931 folgte ihr Roman Die Sonne im Westen, 1935 Das Kind im Spiegel mit Jugenderinnerungen. Emma Bonn schrieb auch für Zeitungen und Zeitschriften. Von 1931 bis 1935 korrespondierte sie mit Bruno Frank und Thomas Mann.

## Leben
Emma Bonn war die Tochter des 1843 in Frankfurt am Main geborenen jüdischen Bankiers Wilhelm Bonn und seiner Frau Emma Heidelbach. Sie kam in New York zur Welt, wo der Vater Bankgeschäfte zwischen den USA und Deutschland betrieb, vor allem zur Finanzierung von Eisenbahnen. Ihre Mutter starb 22-jährig zwei Wochen nach Emmas Geburt.

1885 kam die Familie zurück nach Deutschland. Die Sommerferien verbrachten die Bonns häufig in ihrem Anwesen in Kronberg im Taunus, wo sie wegen ihrer Wohltätigkeiten hohes Ansehen genossen. Der Vater starb 1910 in diesem Haus.

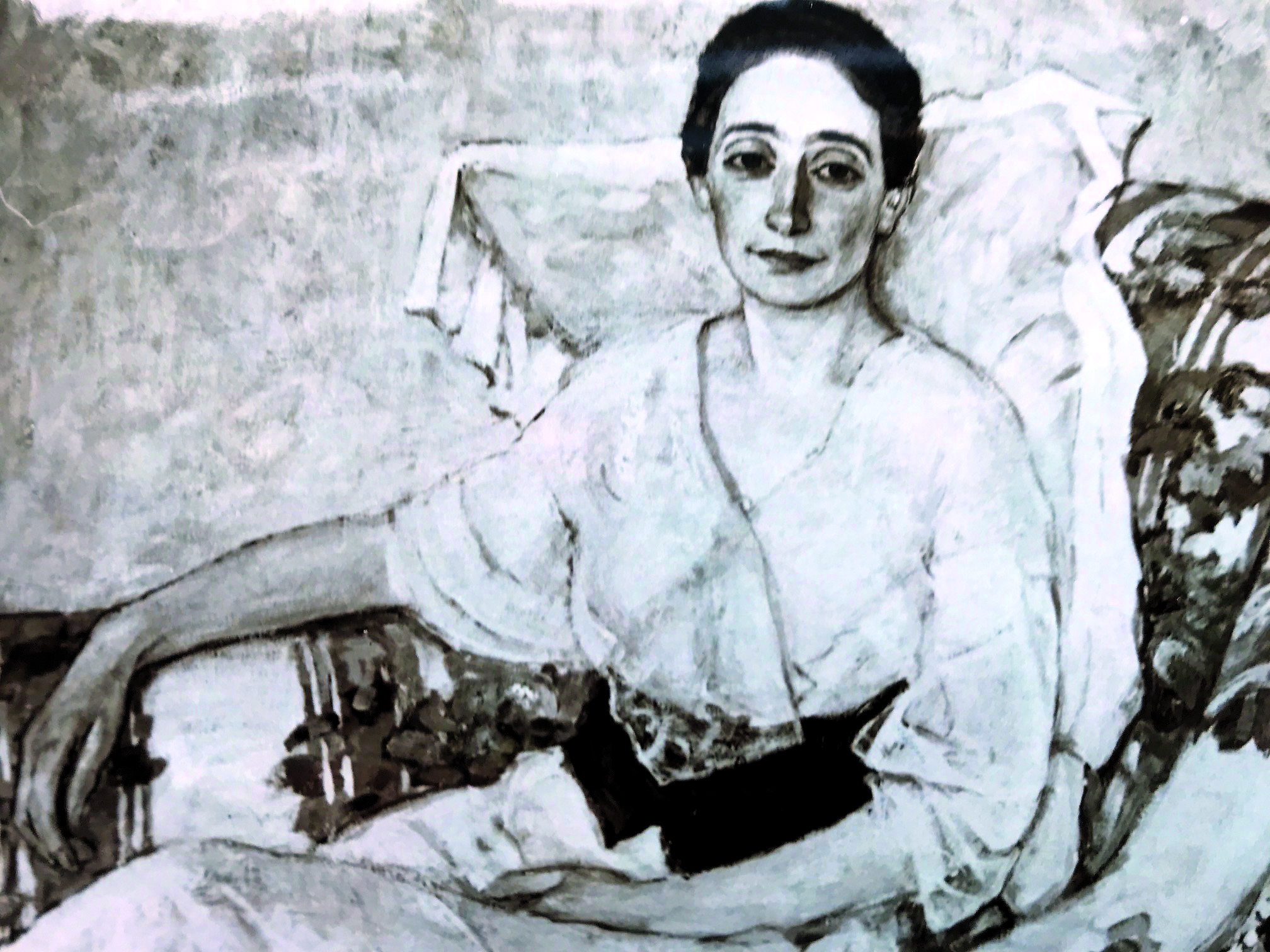
Emma Bonn. Gemälde eines unbekannten Künstlers, ca. 1939

Emma Bonn zog 1913 nach Feldafing am Starnberger See, ließ ein Gebäude zu einer Villa umbauen, wo sie fortan wohnte. Das Anwesen heißt noch heute Villa Bonn. Ab 1929 war sie so erkrankt und teilweise gelähmt, dass sie bettlägerig wurde. Zur Zeit des Nationalsozialismus zwang der NSDAP-Funktionär Christian Weber die unter den Nationalsozialisten entrechtete Jüdin 1940 zum Verkauf des Anwesens an das von ihm gegründete Braune Band von Deutschland. Ein Widerstand gegen den Verkauf hätte ihre Einlieferung in ein Konzentrationslager zur Folge gehabt. Weber bewohnte zunächst am Wochenende die Villa und nahm sie später als Hauptwohnsitz.
Am 30. Mai 1942 wurde Emma Bonn in das israelitische Kranken- und Schwesternheim in München eingeliefert. Wenige Tage später, am 4. Juni 1942, räumte die Münchner Geheime Staatspolizei das Krankenhaus: Die Hermann-Schmid-Straße wurde gesperrt, die Patienten, Krankenpfleger und Ärzte kamen in Umzugswagen, wurden zum Südbahnhof gebracht und von dort mit einem Zug ins Ghetto Theresienstadt deportiert. Zwei Wochen später starb Emma Bonn eben da.

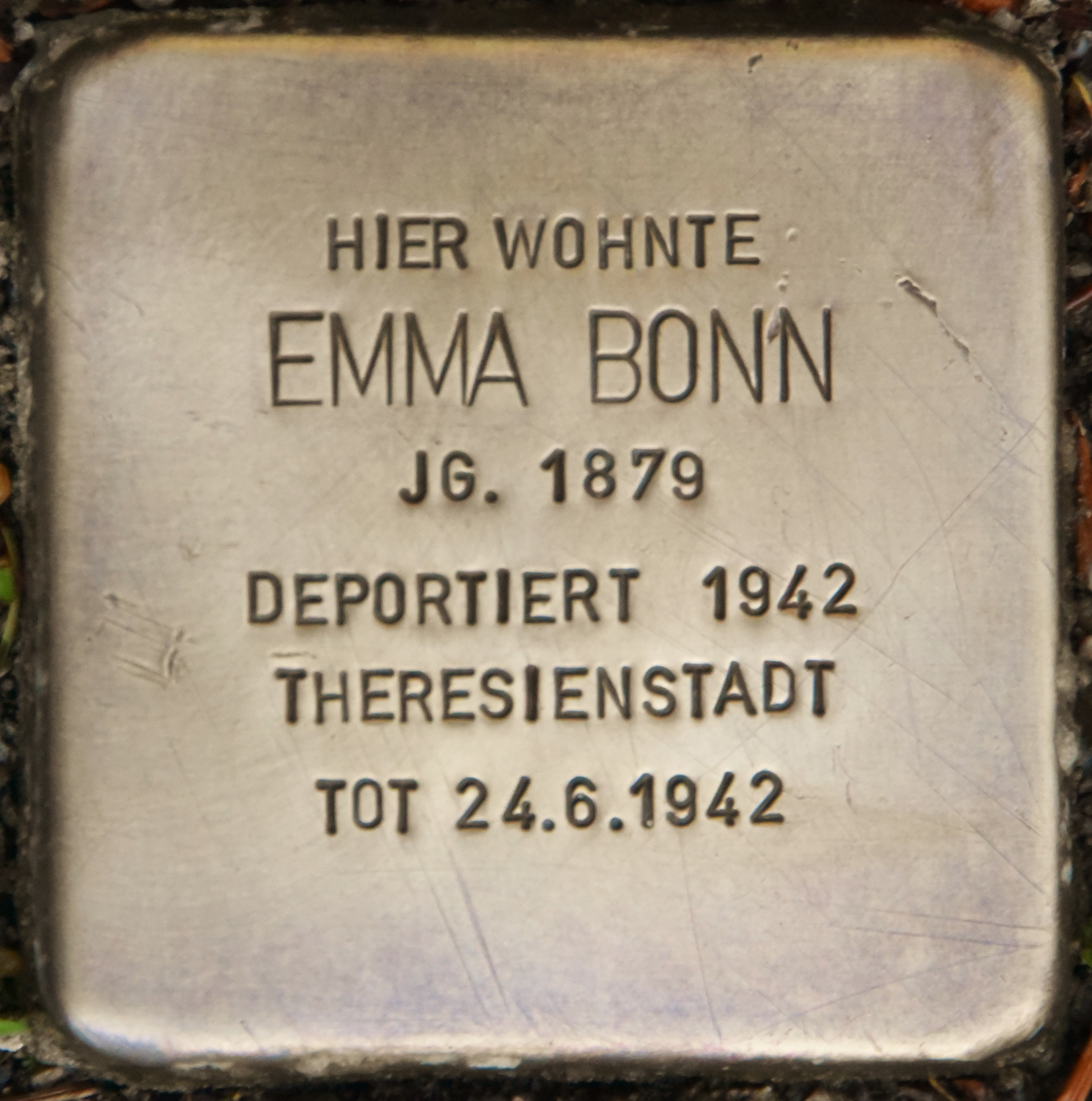
Stolperstein in Feldafing

## Gedenken
2012 wurde in Feldafing an ihrem letzten Wohnort, der Villa Bonn im Dr.-Appelhans-Weg 2 ein Stolperstein des Künstlers Gunter Demnig verlegt.

## Werke
- Die Verirrten. Zwei Novellen, Strecker und Schröder Verlag, Stuttgart 1919
- Der tote Herr Sörensen, in: Deutsche Rundschau, Bd. 1842, Juli–September 1920, S. 22–40
- Das Tränentuch. Novelle, in: Deutsche Rundschau, Bd. 187, April–Juni 1921, S. 13–37
- Das blinde Geschlecht, Nikola Verlag, 1923; englische Ausgabe: The Blind Generation (übersetzt von F. Appleby Holt), Jarrolds, 1932
- Sonne im Westen, Deutsch-Schweizer. Verlagsanstalt, Eigenbrödler-Verlag A.-G., 1931
- Das Kind im Spiegel: Versuch einer Beschwörung, Rascher & Cie, 1935; englische Ausgabe: The Silver Key (übersetzt von Vernon Duckworth Barker), Heinemann, London 1936. Als Hörbuch: Kunst- und Museumsverein Starnberger See, 2007